# Carex missouriensis
Carex missouriensis är en halvgräsart som beskrevs av P.Rothr. och Anton Albert Reznicek. Carex missouriensis ingår i släktet starrar, och familjen halvgräs. Inga underarter finns listade i Catalogue of Life.